# Calabazar
Calabazar es una localidad cubana del municipio de Boyeros, perteneciente a la provincia de La Habana.

## Geografía
El lugar está ubicado en la margen izquierda del río Almendares.

## Historia
Hacia mediados del XIX, la aldea tenía contabilizada una población de 99 habitantes. Aparece descrita en el primer tomo del Diccionario geográfico, estadístico, histórico, de la isla de Cuba de Jacobo de la Pezuela de la siguiente manera:

Calabazar. (aldea del). Llamada tambien Nueva Cristina. Su asiento está á la orilla izquierda del rio de la Chorrera ó Almendares, que por alli se llama del Calabazar y sirve de límite á la J. de Santiago con la de la Habana, pasando la línea divisoria á través de un puente regular que por este punto atraviesa á esa corriente. Debe su origen esta aldea á una casa de baños que construyó en 1830 don Juan de Illas. El centro de 1841 le señalaba 146 habitantes; el de 1846, 10 casas de mampostería y teja, y 3 de guano, 2 tiendas mixtas, una fonda posada, una panadería, un billar, una zapatería y una tabaquería: 67 blancos, 11 libres de color, y 21 esclavos. Los últimos datos la designan poco mas ó menos con el mismo número de casas y habitantes que el censo anterior. Este pueblo está llamado á progresar no solo por la habitual concurrencia que lo visita en la temporada de los baños, sino por la facilidad que proporcionan á sus comunicaciones con la capital los ferro-carriles de la Habana y del Oeste, el segundo de los cuales tiene su estacion muy cerca de esta aldea. Despues de haber sido cabeza del antiguo partido de su nombre pertenece hoy al de Guajay. Tiene una escuela gratuita de primeras letras para varones costeada por los fondos municipales. Dista cerca de 2 leguas al S. de la Habana, y 1 1/4 al N. de Santiago de las Vegas, su cabecera jurisdiccional. Pasado el puente torciendo el camino á la derecha, están los Baños del Cacagual, ya en la J. de la Habana, perto tan cerca del Calabazar que parecen un grupo de su poblacion.
(Pezuela, 1863, p. 241)

La localidad, que antaño tenía su cabecera jurisdiccional en Santiago de las Vegas, pasó a formar parte del municipio Boyeros.